# Zaratustra
Zaratustra (avesta Zaraθuštra, perzijsko زرتشت Zartošt; kurdsko Zerduşt) ali Zoroaster (grško Ζωροάστρης, Zōroastrēs), perzijski prerok in verski pesnik.

## Življenjepis
Ime Zaratustra pomeni »mož starih kamel«, tako ime pa izvira iz pastirskega življenja, od koder je tudi izšel. Njegovemu očetu je bilo ime Pourosapsa, kar pa pomeni »mož sivih konj«. Po parsovski tradiciji se je rodil tristo let pred Aleksandrom, to je približno 640 pred našim štetjem. Ksantos iz Lidije, zgodovinar iz srede petega stoletja pred našim štetjem, pa trdi, da se je rodil štiristo let pred Kserksesom I. (486–465 pr. n. št.), torej v enajstem stoletju, vendar je ta datum bržkone prezgoden in se ne ujema z mnenjem sodobnih raziskovalcev. Ti domnevajo, da je bil Zaratustra v resnici rojen v šestem ali petem stoletju.
Iz sedemnajstih himn v Gathah, o katerih trdi Avesta (delo, ki so ga sestavili magi v ahemenidskem obdobju), da jih je zložil Zaratustra, samo tu pa tam izvemo o njegovem življenju. Iz narečja Gath je mogoče sklepati, da je bil iz srednjeazijskega severovzhoda Irana, čeprav nekateri menijo, da je bil iz severozahoda. Izročilo pa trdi, da se je rodil v Ramajanu blizu Teherana.

## Njegov nauk
Ustvaril je verski, politični in etični sistem, ki naj bi odrešil človeka in svet. Ta sistem je ukazoval vero v enega samega boga Ahura Mazdo (»gospoda, ki ve«), ki je bil po vsej verjetnosti kak star bog, ki so ga imeli v politeistični dobi za najvišje božanstvo neba. Zaratustra ga je napravil za edinega tvorca in vodnika vesolja, dobrega duha, iz katerega izvira šest abstraktnih bitnosti:
- resnica (ali prava misel),
- dobra volja in sveta pobožnost,
- izbrana vrhovna oblast,
- blagost (ali popoln zakon),
- poštenost in
- nesmrtnost.

Vseh šest se bojuje na strani Ahura Mazde proti nasprotnemu bogu, zlemu duhu Arimanu (tudi Ahriman). Temu sovražniku pomagajo daeva (nekdanji bogovi, ponižani v demone): 
- zle misli,
- laži,
- slabo vladanje,
- upor,
- nemoč in
- smrt.

Ves svet, tako materialen kot moralen, se suče okoli boja med dobrim in zlim duhom. Prepovedana so vsa dejanja, ki bi lahko pomagala zlemu duhu do zmage (na primer ubijanje, žrtvovanje in zanemarjanje živali). Končni cilj tega hudega boja je zmaga dobrega, tako da bodo pravični poplačani, hudobni pa kaznovani.
Njegovi nasledniki so nauk in panteon nekolikanj dopolnili. Zato lahko govorimo o zgodnji in poznejši dobi zaratustrstva.